# Xã Spencer, Quận Ralls, Missouri
Xã Spencer (tiếng Anh: Spencer Township) là một xã thuộc quận Ralls, tiểu bang Missouri, Hoa Kỳ. Năm 2010, dân số của xã này là 1.818 người.